# Gauloises
| Gauloises                                                                            | Gauloises |
| Logo der Marke                                                                       | Logo der Marke |
| Gauloises-Logo                                                                       | Gauloises-Logo |
| Inhaltsstoffe je Zigarette                                                           | Inhaltsstoffe je Zigarette |
| Gauloises Blondes Blau                                                               | Gauloises Blondes Blau |
| ------------------------------------------------------------------------------------ | --- |
| Kondensat/Teer:                                                                      | 10 mg |
| Nikotin:                                                                             | 0,8 mg |
| Kohlenmonoxid:                                                                       | 10 mg |
| Tabak- zusatzstoffe:                                                                 | Glycerin, Saccharose, Cellulose, Propylenglycol, Ahornsirup, Invertzucker, Sorbit, Lakritze, Feigenextrakt, Aroma, Stickstoff |
| Gauloises Blondes Rot                                                                | |
| Kondensat/Teer:                                                                      | 7 mg |
| Nikotin:                                                                             | 0,6 mg |
| Kohlenmonoxid:                                                                       | 9 mg |
| Tabak- zusatzstoffe:                                                                 | Glycerin, Saccharose, Cellulose, Propylenglycol, Ahornsirup, Invertzucker, Sorbit, Lakritze, Feigenextrakt, Aroma, Stickstoff |
| Gauloises Blondes Gelb                                                               | |
| Kondensat/Teer:                                                                      | 4 mg |
| Nikotin:                                                                             | 0,4 mg |
| Kohlenmonoxid:                                                                       | 5 mg |
| Tabak- zusatzstoffe:                                                                 | Glycerin, Saccharose, Propylenglycol, Cellulose, Feigenextrakt, Aroma, Lakritze, Ahornsirup, Invertzucker, Stickstoff         |
| Gauloises Brunes ohne Filter                                                         | |
| Kondensat/Teer:                                                                      | 10 mg |
| Nikotin:                                                                             | 0,8 mg |
| Kohlenmonoxid:                                                                       | 10 mg |
| Tabak- zusatzstoffe:                                                                 | unbekannt |
| Gauloises Sélection Blau                                                             | |
| Kondensat/Teer:                                                                      | 10 mg |
| Nikotin:                                                                             | 0,9 mg |
| Kohlenmonoxid:                                                                       | 10 mg |
| Tabak- zusatzstoffe:                                                                 | frei von Zusätzen |
| Gauloises Sélection Rot                                                              | |
| Kondensat/Teer:                                                                      | 7 mg |
| Nikotin:                                                                             | 0,7 mg |
| Kohlenmonoxid:                                                                       | 7 mg |
| Tabak- zusatzstoffe:                                                                 | frei von Zusätzen |
| Alle Angaben gültig für das auf dem deutschen Markt erhältliche Produkt, Stand 2008. | |

Gauloises (Aussprache: /go.lwaz/) ist der Markenname von Zigaretten der Firma Altadis.

## Geschichte
Durch Umbenennung der seit 1876 bestehenden Zigarettenmarke Hongroises (wörtlich: „Ungarinnen“) entstand im Jahr 1910 in Frankreich die Marke Gauloises („Gallierinnen“). Im selben Jahr wurde zudem die Schwestermarke Gitanes lanciert.
Jahrzehntelang waren Gauloises für ihren dunklen Tabak und ihr herbes Aroma bekannt. Zudem wurde die Stärke des Rauchs durch das Maispapier, mit dem die Zigaretten gedreht waren, intensiviert. Maispapier wird heute bei der Herstellung nicht mehr verwendet und durch herkömmliches Zigarettenpapier ersetzt. Ursprünglich waren die Gauloises filterlos, später kamen eine Filterversion (Disque Bleu, 1956) und eine „leichtere“ Version (légère) hinzu. Die verwendeten Tabake stammten stets aus Frankreich.
Von 1935 bis in die 1990er Jahre wurden Gauloises zusätzlich zur allgemeinen Vermarktung für die Versorgung der Soldaten der französische Armee produziert.
Das heute typische blaue Päckchen mit der Abbildung eines gallischen Flügelhelms wurde von dem Grafiker Marcel Jacno entworfen und 1936 eingeführt.
Während Gauloises früher in Frankreich deutlich billiger als ausländische Zigaretten waren, ging mit der Änderung der Rezeptur und des Markenimages ein Preisanstieg einher. Sowohl mit dem Markennamen als auch mit der Art der Werbung wird vor allem bei der Vermarktung außerhalb Frankreichs ein „typisch französisches“ Image angestrebt.
In Deutschland erhältlich waren neben den Gauloises Blau (stark) und Gauloises Rot (leicht) auch Gauloises Gelb (ultraleicht), Gauloises Grün (Menthol, stark) sowie drei Feinschnittvarianten (Gauloises Blondes blau und rot sowie Gauloises Mélange Original) zum Zigarettendrehen. Außerdem gibt es Gauloises Brunes mit und ohne Filter (ehemals Gauloises Caporal); diese werden mit schwarzem Tabak (Zware) hergestellt.
Gauloises tritt als Sponsor im Motorsport auf, Formel 1 in der Vergangenheit unter anderem von Equipe Ligier im Prost Grand Prix und dem Yamaha-Werksteam um Valentino Rossi, zurzeit von KTM.
In Preisausschreiben wurden 1981 und den folgenden Jahren sogenannte Gauloises-Enten, an bestimmte Themen angepasste Sonderanfertigungen des Citroën 2CV, verlost, z. B. die amphibische „Schwimm-Ente“ und die „Truck-Ente“ mit Sattelauflieger. Sie trugen die markentypischen Farben der Verpackung von Gauloises.
Seit der Schließung der letzten französischen Produktionsstätte des Herstellers SEITA im Jahr 2017 werden Gauloises nur noch im Ausland hergestellt.

## Vertrieb im deutschsprachigen Raum
Seit April 2010 wird die Marke Gauloises in Deutschland von Reemtsma vertrieben, nachdem dessen Mutterkonzern, Imperial Tobacco, im Februar 2008 den Gauloises-Vertreiber Altadis von British American Tobacco übernommen hat. In Österreich und der Schweiz werden Gauloises nach der Übernahme von Altadis direkt von Imperial Tobacco vertrieben.
Der Anteil der Marke am Zigarettenmarkt betrug im Jahr 2012 in Deutschland 5,6 %, 2009 in Österreich 6,3 % und 2003 in der Schweiz 5,1 %.